# Tongue-in-cheek

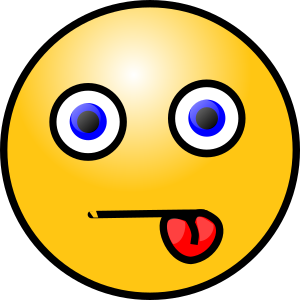
Tongue-in-cheek de Roger Borrell 2016

En anglais, tongue-in-cheek (littéralement en français : « langue dans la joue », et plus précisément, « garder sa langue dans la joue ») est une figure de style qui décrit une affirmation ou une expression ironique ou espiègle quelconque, que le locuteur ou l'auteur ne veut pas littéralement dire, mais qui a pour objectif d'être humoristique ou, simplement, de ne pas être pris sérieusement.

## Histoire
L'expression est apparue dans l'ouvrage de Walter Scott de 1828, The Fair Maid of Perth :

« The fellow who gave this all-hail thrust his tongue in his cheek to some scapegraces like himself. »

L'objectif de Scott dans l'utilisation de l'expression n'est pas certain. En effet, auparavant, celle-ci était utilisée pour exprimer le mépris à l'instar de l'acte physique de placer sa langue contre sa joue.
Le sens ironique est apparu en 1842 dans le poème « The Ingoldsby Legends (en) » de Richard Barham dans lequel un Français s'écrie :

« Superbe! Magnifique!' / (with his tongue in his cheek) »

L'utilisation ironique provient de l'idée de supprimer la raillerie de sa langue pour éviter une explosion de rire.

## Traduction
Equivalent du second degré en français, la traduction approximative de Tongue-in-Cheek est Pince-sans-rire.